# 61. pehotna divizija (Avstro-Ogrska)
61. pehotna divizija (izvirno nemško 61. Infanterie-Division oz. nemško 61. Infanterietruppendivision) je bila pehotna divizija avstro-ogrske kopenske vojske, ki je bila aktivna med prvo svetovno vojno.

## Zgodovina
Divizija je sodelovala v bojih na soški fronti.

## Poveljstvo
Poveljniki 
- Artur Winkler: maj 1915 - julij 1916
- Konrad Grallert von Cebrów: julij - december 1916